# Festival Grito Rock
O Grito Rock é um festival colaborativo realizado em centenas de localidades, entre fevereiro e março, anualmente. Em 2014, aconteceu em 400 cidades de 40 países. Teve sua primeira edição em 2003, por iniciativa do coletivo Espaço Cubo, na cidade de Cuiabá (MT), enquanto uma alternativa ao Carnaval. Com o surgimento do Circuito Fora do Eixo em 2006, passou a ser realizado de forma integrada a partir de 2007. Ano após ano, o número de cidades cresceu, o festival ampliou seu conceito estético - ao contemplar outros estilos e linguagens artísticas que não o rock e a música - e se transformou em uma plataforma de rede para incentivo à circulação de artistas e a democratização de tecnologias sociais na área da produção cultural. 
Para estimular este crescimento e democratizar conhecimento acumulado desde o nascimento do festival,  o conselho gestor formado por membros do Fora do Eixo formata campanhas que instruem todo o processo produtivo e sugerem a integração de diversas linguagens à programação de cada cidade. Por meio de cartilhas, é possível aderir a ações de transmissão ao vivo, socioambientais, cultura digital, atividades para crianças, formação livre, entre outras. Com dicas, sugestões e modelos, as campanhas trabalham a capacitação dos produtores para expandir o leque de atividades em sua localidade.
As rotas e circuitos formados entre os eventos provocam a circulação de produtores culturais, midialivristas, artistas e outros profissionais da cadeia produtiva da cultura. Nesses 10 anos de Grito Rock em rede, milhares de bandas já circularam. Só no último ano 1500 shows foram realizados. À medida que se expande e chega a grandes centros do mundo, também conecta pequenas cidades e vilarejos do Brasil Profundo, promovendo intercâmbios culturais em escalas globais.

## Objetivos
O Grito Rock foi uma das primeiras experiências de trabalho colaborativo em rede desenvolvidas pelo Fora do Eixo, tendo em vista a criação de plataformas para a circulação de artistas independentes pelo território nacional. Realizado de forma integrada em diversas cidades desde 2007, possibilita a realização de turnês, além de se tornar uma rede global de produtores dispostos a trocar conhecimento e aperfeiçoar tecnologias sociais.
O festival tem a característica de ser um potencializador do ambiente de rede, se configurando enquanto plataforma de democratização de tecnologias sociais. Por acontecer em várias cidades espalhadas pelo Brasil e dezenas de outros países, o Grito Rock é a ação do Fora do Eixo que mais favorece a circulação de bandas, comunicadores, produtores e outros agentes culturais.  Outra forte característica é funcionar como um radar do que melhor acontece na nova música brasileira, com suas diferentes nuances e personalidades.
Há ainda um forte estímulo à toda a cadeia produtiva do setor, por ser um facilitador e viabilizador do surgimento e continuidade de novos empreendimentos e empreendedores. Cabe citar aqui veículos de comunicação livres (sites, webrádios; webtv`s; zines e outros), selos de música, estúdios de ensaio e gravação, grifes culturais, produtoras de eventos, agências de artistas/bandas, entre outros, que nasceram a partir do festival.

## Histórico

### Resumo
Depois do início das edições integradas em 2007, o Grito Rock cresceu exponencialmente e em 2011 alcançou a marca de 130 cidades, em oito países, movimentando 2 mil bandas e aproximadamente 200 mil espectadores. Na décima edição, em 2012, foram 205 cidades realizadoras, 37% a mais em comparação com 2011, envolvendo a participação direta de 700 produtores culturais, de 15 países diferentes. Finalmente em 2013, ganhando amplitude global, o festival alcançou 300 cidades de quase 30 países, tendo edições em toda a América Latina, Europa e África.
Em 2012, teve um público atingido de cerca de 200.000 pessoas, materializando um aumento consistente com relação a edição anterior. Além dos números "gritantes" do festival, avançamos muito no enraizamento de suas tecnologias através das Campanhas do Grito Rock 2012, gerando ótimos resultados em diversas frentes de atuação e explorando o trabalho com diferentes linguagens. Na ampliação dos intercâmbios latinos, a edição de Buenos Aires, levou pela primeira vez à Argentina os rappers Criolo e Emicida, dois dos grandes nomes da nova música brasileira.
O Grito Rock em 2013 tomou proporções globais, por isso teve como narrativa “Grito Rock Mundo”. As conexões internacionais iniciadas em 2012 dão espaço agora para a consolidação de rotas em todo o mundo. Com mais cidades e países conectados, o Grito 2013 caminha para o maior festival integrado do mundo, com 300 cidades em 30 países, em pelo menos 4 continentes. Essa internacionalização também mostra um forte ação cultural de rede na Ibero-américana, que aponta seu potencial pro mundo, ampliando conexões com o oriente, o velho continente e a América do Norte.
Em 2014, o festival seguiu sua trajetória expansiva, aumentando a quantidade de cidades e a crescente presença no interior, não só do Brasil, como de outros países, ampliando o espectro de conexões do Brasil Profundo a grandes centros urbanos globais. Com edições nas três Américas, África, Europa, o festival se consolida enquanto uma plataforma global de troca de conhecimentos e intercâmbios para a música e outras linguagens.
2003 a 2006: edição única em Cuiabá
2007: 20 cidades
2008: 50 cidades
2009: 70 cidades
2010: 100 cidades
2011: 130 cidades
2012: 205 cidades
2013: 300 cidades
2014: 400 cidades

### Os primórdios em Cuiabá
2003 - Fomento e profissionalização da cena independente da música foram as forças motrizes que fizeram nascer em Cuiabá a primeira edição do Grito Rock, em 2003, quando o Espaço Cubo escolheu o período de carnaval para a realização de um festival de baixo orçamento e com possibilidade de autogestão.  A primeira edição do Grito foi pequena. Em um dia de shows, seis bandas locais evidenciaram a proposta de fomento ao som autoral em contraponto ao predominante contexto do “cover” à época. Daí pra frente, o festival foi marcado por uma crescente.
2004 - Em 2004 deu-se intercâmbio em nível regional, bandas de Campo Grande foram escaladas para o set list do festival.
2005 - Em 2005, o delineamento programático evidenciou-se ainda mais com a intensificação do intercâmbio e interiorização das ações. Na programação, seis bandas por dia, somando ao todo 24, sendo 03 de Mato Grosso do Sul e 02 de municípios mato-grossenses como Sorriso e Sinop.
2006 - Em 2006, a consolidação. O surgimento da Associação Brasileira de Festivais (ABRAFIN) e, em especial, do Circuito Fora do Eixo promoveu um boom no que tange a articulação de produtores, refletindo-se na "fuderosa" programação apresentada. Foram então escaladas bandas do norte, nordeste, sudeste, além de várias outras do centro-oeste do país. Foram dez estados representados por vinte e oito bandas. Além da programação, um marco histórico para o circuito se daria ali, quando a primeira reunião de produtores Fora do Eixo pontuaria as três premissas básicas de trabalho do CFE: a circulação de bandas, produtores e jornalistas, a distribuição de produtos culturais e o estímulo à produção de conteúdo através da comunicação.

### De Cuiabá para o mundo: em 2007, nascia o Grito Rock em rede
2007 - De Cuiabá para o Brasil. Esse foi o mote do Grito Rock 2007, quando 20 cidades do país realizaram simultaneamente o GR entre os dias 09 e 24 de fevereiro, período marcado pelo carnaval no calendário de festividades nacional. Sediaram a primeira edição do Grito Rock em rede (em ordem alfabética): Belém (PA); Belo Horizonte (MG); Cuiabá (MT); Florianópolis (SC); Goiânia (GO); Jaú (SP); Ji-Paraná (RO); Londrina (PR); Macapá (AP); Manaus (AM); Mogi das Cruzes (SP); Natal (RN); Palmas (TO); Porto Velho (RO); Recife (PE); Rio Branco (AC); Rio Claro (SP); Rio de Janeiro (RJ); Uberlândia (MG) e Vilhena (RO).

2008 -   As 20 cidades da 1ª edição integrada saltaram para 45, com uma novidade: era a 1ª vez que países da América do Sul entravam no circuito. Com o mote Grito Rock América do Sul, ao todo, o festival contou rotas que integraram 17 do Sudeste, 09 do Norte, 07 Centro-Oeste, 06 Sul e 04 Nordeste e 02 internacionais (Bolívia e Argentina). Do Centro-Oeste: Brasília (DF); Campo Grande (MS), Cuiabá (MT), Goiânia (GO), Inhumas (GO), Sinop (MT), Várzea Grande (MT). Do Nordeste: Natal (RN), Salvador (BA), João Pessoa (PB), Fortaleza (CE). Do Norte, Rio Branco (AC), Porto Velho (RO), Ji-Paraná (RO), Vilhena (RO), Palmas (TO), Belém (PA), Boa Vista (RR), Manaus (AM), Macapá (AP). Do Sudeste: Araraquara (SP), Bauru (SP), Bragança Paulista (SP), Belo Horizonte (MG), Jaú (SP), Montes Claros (MG), Sabará (MG), São Caetano (SP), São Carlos (SP), São João del-Rei (MG), São Paulo (SP), Serrana (SP), Sorocaba (SP), Ribeirão Preto (SP), Rio Claro (SP), Rio de Janeiro (RJ), Uberlândia (MG). Do Sul: Camburiú (SC), Curitiba (PR), Florianópolis (SC), Londrina (PR), Maringá (PR) e Porto Alegre (RS) e Internacional: Buenos Aires (ARG), Santa Cruz (BOL).
2009-  Foram 50 cidades integradas ao Grito Rock em 2009. Destas, 21 foram do Sudeste; 10 do Norte; 09 do Sul; 05 do Centro-Oeste e 05 do Nordeste. São elas: Araraquara (SP), Belém (PA), Belo Horizonte (MG), Blumenau (SC), Boa Vista (RR), Brasília (DF), Criciúma (SC), Cuiabá (MT), Divinópolis (MG), Florianópolis (SC), Fortaleza (CE), Goiânia (GO), Imbé (RS), Inhumas (GO), Ji-Paraná (RO), João Pessoa (PB), Joinville (CE), Juiz de Fora (MG), Limeira (SP), Londrina (PR), Macapá (AP), Manaus (AM), Maringá (PR), Montes Claros (MG), Natal (RN), Palmas (TO), Recife (PE), Porto de Galinhas (PE), Porto Alegre (RS), Ribeirão Preto (SP), Rio Branco (AC), Rio Claro (SP), Rio de Janeiro (RJ), Sabará (MG), Santa Maria (RS), Santana (AP), São Caetano do Sul (SP), São Carlos (SP), São João del-Rei (MG), São José do Rio Preto (SP), São José do Campos (SP), São Paulo (SP), Sinop (MT), Sorocaba (SP), Uberaba (SP), Uberaba (MG), Uberlândia (MG), Vespasiano (MG), Vilhena (RO) e Votorantim (SP).
2010 - 73 cidades integraram a rota do Grito Rock 2010. Do Centro-Oeste, foram 12 cidades; do Nordeste: 10; do Norte: 12; do Sudeste: 28 (sendo 14 de MG, 11 de SP e 03 do RJ); e do Sul: 11. Naquele ano, a principal novidade foi o lançamento da rede Toque no Brasil, que com o apoio da ABRAFIn e Casas Associadas, disponibilizava cerca de 500 vagas para que bandas de todo o Brasil pudessem se inscrever para participar do festival. Além disso, as campanhas eram realizadas pela primeira vez.
Participaram do circuito do Grito Rock 2010 as seguintes cidades: do Centro-Oeste: Brasília (DF); Taguatinga; Anápolis; Goiânia (GO), Inhumas (GO); Morrinhos (GO), Piracanjuba (GO); Pirenópolis (GO); Uruaçu (GO); Campo Grande (MS); Alta Floresta (MT); Cuiabá (MT). Do Nordeste: Arapiraca (AL); Maceió (AL); Salvador (BA); Vitória da Conquista (BA); Fortaleza (CE); Campina Grande (PB); João Pessoa (PB); Recife (PE); Natal (RN); Aracaju (SE). Do Norte: Rio Branco (AC); Manaus (AM); Mazagão (AP); Macapá (AP); Santana (AP); Abaetetuba (PA); Belém (PA); Ji-Paraná (RO); Porto Velho (RO); Vilhena (RO);  Boa Vista (RR) e  Palmas (TO); Do Sudeste 28, sendo de Minas Gerais: Poços de Caldas; Belo Horizonte; Divinópolis; Guaxupé, Ipatinga; Itabirito; Lavras; Montes Claros, Patos de Minas; Ribeirão das Neves, Sabará, Uberaba e Uberlândia; Vespasiano; do Rio de Janeiro: Niterói, Rio de Janeiro; São Gonçalo e de SP: Araçatuba; Araraquara; Bauru; Franca, Guarujá; Jacareí; Ribeirão Preto, São Carlos; São José dos Campos, São Paulo e Sorocaba. Do Sul: Londrina (PR) , Maringá (PR), Canoas (RS); Esteio (RS); Pelotas (RS); Porto Alegre (RS); Santa Maria (RS), São Leopoldo (RS); Balneário de Camburiú (SC); Blumenau (SC) e Florianópolis (SC).

2011 - Centro-Oeste-10; do Nordeste: 17; do Norte, 15; do Sudeste, MG: 20; RJ: 15, ES 1, SP: 21; Sul: 17 e Internacional: 9
Do Centro-Oeste: Brasília (DF), Taguatinga (DF); Anápolis (GO), Goiânia (GO), Inhumas (GO), Piracanjuba (GO); Porangatu (GO); Campo Grande (MS);  Dourados (MS); Cuiabá (MT). Do Nordeste: Arapiraca (AL), Maceió (AL), Camaçari (BA); Feira de Santana (BA), Salvador (BA), Vitória da Conquista (BA), Fortaleza (CE), São Luis (MA), Alagoa Grande (PB), Campina Grande (PB), João Pessoa (PB), Floresta (PE), Olinda (PE), Recife (PE), Teresina (PI), Natal (RN) e Aracaju (SE). Do Norte, Rio Branco (AC), Manaus (AM), Macapá (AP), Mazagão (AP), Oiapoque (AP), Santana (AP), Belém (PA), Parauapebas (PA), Primavera (PA), Ji-Paraná (RO), Porto Velho (RO), Vilhena (RO), Boa Vista (RR), Paracaima (RR) e Palmas (TO). De MG: Barbacena, Belo Horizonte, Contagem, Divinópolis, Guaxupé, Ipatinga, Itabirito, Juiz de Fora, Machado, Ouro Preto, Patos de Minas, Poços de Caldas, Pouso Alegre, Ribeirão das Neves, Sabará, Santa Luzia, Sete Lagoas, Uberaba, Uberlândia e Vespasiano. Do Es, Vitória. Do Rio, Cabo Frio, Campo dos Goyatacazes; Macaé, Magé, Maricá, Niterói, Petrópolis, Resende, Rio de Janeiro, São Gonçalo, Saquarema, Tanguá, Três Rios, Resende e Volta Redonda. De SP: Araraquara, Atibaia, Bauru, Bragança Paulista, Campinas, Cosmópolis, Franca, Ilha bela, Jacareí, Monte Alto, Paraibuna, Ribeirão Preto, Rio Claro, Santo André, São Caetano do Sul, São Carlos, São José dos Campos, Serrana, Sorocaba, Taubaté e Votorantim. Do Sul, Capanema, Curitiba, Londrina, Canoas, Caxias do Sul, Eldorado do Sul, Esteio, Gravataí, Novo Hamburgo,  Pelotas, Porto Alegre, Santa Maria, São Leopoldo, Sapucaia, Florianópolis, Itajaí e Rio do Sul. Internacionais: Buenos Aires (ARG); Santa Cruz de la Sierra (BOL); San Jose (Costa Rica); San Salvador (El Salvador); Guatemala (GUAT); Tegucigalpa (HOND); Nicarágua, Cidade do Panamá (PAN), New York (EUA).
2012 - do Norte: Manaus (AM); Tepequem (RO), Boa Vista (RO), Cacoal (RO), Porto Velho (RO), Rio Branco (AC), Pacaraima (RR), Vilhena (RO), Ferreira Gomes (AP) Macapá (AP),  Pedra Branca (AP), Porto Grande (AP), Santana (AP), Marabá (AP), Parauapebas (PA), Santarém (PA), Tucuruí (PA). Do nordeste: Aracaju (SE), Arapiraca (AL), Arcoverde (PE), Campina Grande (PB), Santa Rita (PB), Jaboatão dos Guararapes (PE), Petrolina (PE), Teresina (PI), Ilheus (BA), Cajazeiras (PB), Maceió (AL), Princesa Isabel (PB), Sousa (PB), Feira de Santa (BA), João Pessoa (PB), Palmeira dos Índios (AL), Salvador (BA), São Luis (MA), Floresta (PE), Tobias Barreto (SE), Vitória da Conquista (BA), Natal (RN), Camaçari (BA), Jequié (BA), Fortaleza (CE), Canindé (CE) e Quixadá (CE). Do Centro-Oeste:  Luziânia (GO), Anápolis (GO), Brasília (DF), Piracanjuba (GO), Porangatu (GO), Sinop (MT), Sinop (MT), Gama (DF), Catalão (GO), Cuiabá (MT), Goiânia (GO), Uruaçu (GO), Campo Grande (MS) e Rio Verde (GO).  Do Sudeste, RJ: Campos, Maricá, Petrópolis, Niterói, Rio de Janeiro, Cabo Frio, Parati, Valença, Duque de Caxias, Resende, Saquarema, Três Rios, Nova Friburgo, Volta Redonda. Do ES: Vila Velha e Vitória. De MG: Uberaba, Barbacena, Belo Horizonte, Betim, Uberlândia, Vespasiano, Viçosa, Guaranésia, Patos de Minas, Sabará, Sete Lagoas, Timóteo, Santa Luzia, Alfenas, Ribeirão das Neves, Santana do Paraíso, Contagem, Machado, Montes Claros, Poços de Caldas, Ipatinga, Itabirito, Itajubá, Governador Valadares, Ouro Preto, Juiz de Fora, Lagoa Santa, Coronel Fabriciano, Bagé, Gravataí, Andradas, Guaxupé, Pouso Alegre e Santa Rita do Sapucaia.  De SP: Araraquara, Barretos, Bauru, Campinas, Ferraz de Vasconcelos, Marília, Monte Alto, Paraibuna, São Caetano do Sul, São Carlos, São José do Rio Preto, Monte Azul Paulista, Piracicaba, Pirassununga, Santos, São José do Rio Pardo, Serrana, Suzano, Taubaté, Sorocaba, Taquaritinga, Itu, Ubatuba, Votorantim, Franca, São Paulo, Itariri, Guarulhos, Itatiba, Bragança Paulista, Ribeirão Preto, ABC (região do ABC). Do Sul: Santo Angelo (RS), Camaquã (RS), Campo Bom (RS), Rolândia (PR), Canoas (RS), Caxias do Sul (RS), Erechim (RS), Novo Hamburgo (RS), Eldorado do Sul (RS), Florianópolis (SC), Ilhota (SC), Itaqui (RS), Londrina (PR), Cachoeirinha (RS), Esteio (RS), Curitiba (PR), Criciúma (SC),Santa Maria (RS), Rio do Sul (SC),Rio Grande do Sul (RS). Do Sul: Santa Cruz do Sul-RS, Itajaí (SC), Laguna (SC), São José (SC), São Leopoldo (RS), Sapucaia do Sul (RS), Barra Velha (SC), Bombinhas (SC), Joinville (SC), Lages (SC), Jaguarão (RS), Nova Trento (SC), Pelotas (RS), Porto Alegre (RS), Chapecó (SC), Jaraguá do Sul (SC); Santa Tecla (El Salvador), Santiago (Chile), Cidade do Panamá (Panamá), Cidade do México (México), Los Angeles (EUA), Tegucigalpa (Honduras), Cidade da Guatemala (Guatemala), Córdoba (Argentina), Bogotá (Colombia), Braga (Portugal), Buenos Aires (Argentina), Managua (Nicarágua) e Santa Cruz de la Sierra (Bolívia)

## Metodologia colaborativa de gestão de rede
O festival é gerido de forma colaborativa e descentralizada, por meio de um conselho gestor composto por membros do Fora do Eixo, representantes de todas as regiões, que atuam como articuladores e facilitadores do contato dos produtores com as tecnologias sociais do festival.
Para a realização de um festival integrado composto por um grande número de edições produzidas e conectadas conceitualmente, o Grito Rock desenvolveu ao longo de sua trajetória tecnologias sociais de produção em rede, advindas tanto da experiência do Circuito Fora do Eixo, responsáveis pela integração nacional da Rede, como orgânicas às necessidades que o  projeto ia apresentando em sua expansão.  As campanhas, abaixo discriminadas,  visam baratear os custos de produção, ampliar e aperfeiçoar  a Comunicação do projeto, além de estimular o crescimento de cada edição.Campanha de Produção da Logo Grito Rock :: Pré produção
Utilizada em todas peças de divulgação, além dos materias institucionais do projeto, para padronização da edição em vigor.
- Campanha Grito Rock procura Produtores - Faça sua cidade Gritar :: Pré Produção

Etapa voltadas aos produtores que desejam realizar uma edição do Grito Rock em sua cidade, dando continuidade
- Campanha Toque no Grito Rock :: Pré produção

Voltada a bandas e artistas independentes que podem escolher as cidades nas quais desejam se apresentar, através do Toque no Brasil - ferramenta online que possibilita uma eficiente e democrática forma de disponibilizar e selecionar às vagas disponíveis.
- Campanha de Hospedagem Solidária, visando a prática solidária, bem como o barateamento dos custos de produção :: Produção
- Campanha Documente Seu Festival :: Produção

Fomentando a prática audiovisual. A campanha é para registro e disponibilização desses conteúdos sob o formato de programas de webtv, lançados semanalmente.
- Campanha Transmita o Seu Festival :: Produção

Estimulando a cultura digital e as práticas de radiodifusão online;
- Campanha Monte Sua Banquinha :: Produção

Estimulando a rede de distribuição de produtos culturais do Circuito Fora do Eixo;
- Grave seu Seu Grito :: Produção

Estimulando a prática de botlegs em toda rede;
- Campanha Monte Seu Compacto.TEC :: Pré produção e Produção

com vistas a estimular a qualificação técnica dos produtores locais;
- Campanha apresente o seu Compacto.TEC :: Pós produção

Para coleta de dados de todas as edições
- Kit do comunicação

Cartilha que destrincha todo processo de comunicação do festival, desde a divulgação, passando por assessoria, cobertura e clipagem.